# Isabelle Lévy
 (mars 2022).
Si vous disposez d'ouvrages ou d'articles de référence ou si vous connaissez des sites web de qualité traitant du thème abordé ici, merci de compléter l'article en donnant les références utiles à sa vérifiabilité et en les liant à la section « Notes et références ».
Isabelle Lévy, née en 1960 à Bône en Algérie, est une écrivaine, conférencière et formatrice française. Ses travaux relèvent notamment de la sociologie de la santé, explorant les interactions entre la santé et la société (la religion en particulier).

## Biographie
Autrice de plusieurs livres sur l'hôpital et sur les pratiques religieuses, les nombreux ouvrages d'Isabelle Lévy contribuent à la documentation des acteurs sociaux au sujet des évolutions de la santé et de la société (depuis 1996) ainsi qu'à la prise en compte des rites, cultures et religions dans les établissements de santé; cela dans les limites prévues par la législation française et le respect de la laïcité.
Isabelle Lévy s'est intéressée par ailleurs à l'histoire anecdotique des grandes découvertes médicales (physiologie et instruments) et au Prix Nobel (biographie d'Alfred Nobel, histoire du prix et de ses lauréats).

## Publications

### Ouvrages
- Etre père dans le judaïsme, le christianisme et l'islam, Nouvelle cité, 2021.
- Connaître et comprendre le judaïsme, le christianisme et l'islam, 684 p. Le Passeur, 2021
- Sang & Encre, 202 p., Editions Fauves, 2019.
- Menaces religieuses sur l’hôpital, Presses de la Renaissance, 2016.
- Pour comprendre les pratiques religieuses des Juifs, des Chrétiens et des Musulmans, Presses de la Renaissance, 2013.
- Guide des rites, cultures et religions à l'usage des soignants, Deboeck - Estem, 2013.
- Le guide des acteurs d’urgence face aux pratiques culturelles et religieuses, SETES Éditions, 2012
- Menaces religieuses sur l’hôpital, Presses de la Renaissance, Paris, 2011
- Français et musulman : est-ce possible ?  (coauteur), Presses de la Renaissance, 2010
- Pour comprendre les pratiques religieuses des Juifs, des Chrétiens et des Musulmans, Pocket, 2011
- Les soignants face au décès, Ed. Estem, 2009
- Soins, cultures et croyances. Guide pratique des rites, cultures et religions à l’usage des personnels de santé et des acteurs sociaux, Ed. Estem (2e édition revue et augmentée, 2008 ; 1re ed. 1999)
- La femme, la République et le bon Dieu (coauteur), Presses de la Renaissance, Paris, 2008
- Vivre en couple mixte. Quand les religions s’emmêlent... , Presses de la Renaissance, Paris, 2007 (Réed. L’Harmattan, Paris, 2011)
- Mémento pratique des rites et des religions à l’usage des soignants, Ed. Estem, 2006
- La religion à l’hôpital, Presses de la Renaissance, 2004
- Croyances & Laïcité. Guide pratique des cultures et des religions. Leurs impacts sur la société française, ses institutions sociales et hospitalières, Ed. Estem, 2002
- Nobel. 100 ans de prix. 100 ans d’histoires, Ed. Josette Lyon / Ville de Sevran, 2001
- Le Dictionnaire des Prix Nobel, Ed. Josette Lyon / Ville de Sevran, 1996
- Rites et Religions, Ed. Estem, 1996
- D’Hippocrate aux pères de la Génétique, Ed. de Santé / Josette Lyon, Paris, 1996
- Histoire Anecdotique des Instruments Médicaux, Ed. Josette Lyon, Paris, 1995